# 경기도지역협력연구센터
경기도 지역협력연구센터(GRRC) 사업은 기존 지역협력연구센터(RRC : Regional Research Center) 사업 규모가 지역 특성상 기업의 수요를 충족하지 못하여 경기도가 독자적으로 자체 조례를 제정하여 집중 육성이 필요한 산업을 선정하여 지원하는 사업이다.
경기도 지역협력연구센터간의 네트워킹을 통한 센터기능의 활성화와 공동의 발전전략 수립을 위한 연구개발 사업성과의 확산 및 경기도내 중소기업의 지원을 확대하기 위하여 (사)경기도GRRC협회를 설립하였다. 2009년 2월 4 일 설립허가된 대한민국 과학기술정보통신부 소관 사단법인이다. 주소는 경기도 수원시 서부로 2066 제2종합연구동 83134호이다.

## 센터기능
- 기초과학 진흥을 위한 원천기술 연구 및 개발
- 지역 산업체의 산업화 또는 상품화를 위한 응용기술 개발
- 지역산업육성과 연관되는 연구수행 및 연구결과 제공[1][2]
- 과학기술 인력양성과 기술인력 공급, 산업체 종사자 교육

## GRRC 연구센터
| 번호 | 기관명          | 구분         | 사업기간                                            | 센터명                                                     |
| ---- | --------------- | ------------ | --------------------------------------------------- | ---------------------------------------------------------- |
| 1    | 한국공학대학교  | 육성센터     | 2020. 9. ~ 2026. 6.                                 | 다중소재 가공기술 혁신연구센터                             |
| 2    | 한양대학교ERICA | 육성센터     | 2020. 9. ~ 2026. 6.                                 | 수소에너지 전주기 핵심소재 연구센터                        |
| 3    | 경희대학교      | 육성센터     | 2023. 7. ~ 2029. 6.                                 | 글로벌 차세대 반도체 연구센터                              |
| 4    | 성균관대학교    | 육성센터     | 2023. 7. ~ 2029. 6.                                 | 차세대 반도체 소재ㆍ공정 연구센터                          |
| 5    | 아주대학교      | 육성센터     | 2023. 7. ~ 2029. 6.                                 | 고령화 미극복질환 대응기술 연구센터                        |
| 6    | 한국항공대학교  | 육성센터     | 2023. 7. ~ 2029. 6.                                 | 첨단모빌리티 융합기술 연구센터                             |
| 7    | 가천대학교      | 성과활용센터 | 2023. 7. ~ 2026. 6. (육성센터: 2017. 7. ~ 2023. 6.) | 인공지능 헬스케어 연구센터 보관됨 2020-10-19 - 웨이백 머신 |
| 8    | 경기대학교      | 성과활용센터 | 2023. 7. ~ 2026. 6. (육성센터: 2017. 7. ~ 2023. 6.) | 지능정보 융합제조 연구센터                                 |
| 9    | 경희대학교      | 성과활용센터 | 2023. 7. ~ 2026. 6. (육성센터: 2017. 7. ~ 2023. 6.) | 글로벌 의약품 소재 개발 연구센터                           |
| 10   | 성균관대학교    | 성과활용센터 | 2023. 7. ~ 2026. 6. (육성센터: 2017. 7. ~ 2023. 6.) | 융복합 센서 소재 공정 플랫폼                               |
| 11   | 한국항공대학교  | 성과활용센터 | 2023. 7. ~ 2026. 6. (육성센터: 2017. 7. ~ 2023. 6.) | 영상음향공간 융합기술 연구센터                             |

## GRRC 협회

### 설립배경(Background of Establishment)
- 경기도지역협력연구센터(GRRC)간의 네트워킹을 통한 센터기능 활성화
- 공동 발전전략 수립을 위한 연구개발 사업성과의 확산 및 기업지원 확대

### 사업 목적
- GRRC 사업의 과제관리 및 운영체계를 개선하여 사업의 효율성과 활성화를 도모함
- 센터간 네트워크 활성화 방안을 마련하여 센터별 연구과제의 공유를 통해 중복과제 방지 및 시너지효과를 제고하고자 함

### 주요기능
- 센터간 정보교류 및 연구개발 성과확산 및 활성화

- 공동 워크숍 및 국제세미나 등 학술적 협력
- 연구 성과 홍보 및 전시회 참가
- 기업 기술이전 지원
- 선진 지자체 R&DB 지원 모델 연구 및 정책 제안[8]
- 사업성과 관리 및 DB화[9]

- 특허, 논문 및 기술 이전 등 주요사업 성과에 대한 관리 및 DB화

### 기대효과(Expectant effect)
- 센터간 네트워킹 활성화로 연구개발 사업 시너지 성과 제고
- 사업성과 확산의 활성화를 통한 민간 기업지원 활성화
- 선진 연구센터 협회 기능(S/W) 정착

## 참고 문헌
- 《경기도 지역협력연구센터 백서》, 2019년.

## 참조
1. ↑  경기도 과학기술 사업, 우수성 인정받아
2. ↑  과학기술창의상에 원자력연구원, 경기도, 서울대 기초과학연구원 수상
3. ↑  대학 의욕 고취 과학기술연구 지원
4. ↑  경기도지역협력연구센터, 공동세미나 개최
5. ↑  경기도지역협력연구센터 의료ㆍ바이오 세미나 개최[깨진 링크(과거 내용 찾기)]
6. ↑  '철책 침투 꼼짝마'…G-FAIR 보안시스템 눈길
7. ↑  경기도 지역협력연구센터(GRRC) '2012 지페어 참가'
8. ↑  중소기업을 위한 경기도의회 경제투자위원·GRRC 센터장 간담회 개최
9. ↑  산학협력 '경기도지역협력연구센터' 특허 83건 취득